# Omokgyo (métro de Séoul)
Omokgyo est une station sur la ligne 5 du métro de Séoul, dans l'arrondissement de Yangcheon-gu.